# Bellegarde (Gard)
Pour les articles homonymes, voir Bellegarde.
Bellegarde est une commune française située dans le sud-est du département du Gard, en région Occitanie.
Exposée à un climat méditerranéen, elle est drainée par le canal d'irrigation du Bas-Rhône Languedoc, le canal du Rhône à Sète, la Roubine, le Rieu et par un autre cours d'eau. La commune possède un patrimoine naturel remarquable : un site Natura 2000 (les « costières nîmoises »), un espace protégé (les « Costières de Nimes ») et cinq zones naturelles d'intérêt écologique, faunistique et floristique.
Bellegarde est une commune urbaine qui compte 7 929 habitants en 2022, après avoir connu une forte hausse de la population depuis 1962. Elle est dans l'unité urbaine de Bellegarde et fait partie de l'aire d'attraction de Nîmes. Ses habitants sont appelés les Bellegardais ou  Bellegardaises.
Le patrimoine architectural de la commune comprend un immeuble protégé au titre des monuments historiques : le prieuré Saint-Vincent-de-Broussan, inscrit et classé en 1984.

## Géographie

### Localisation
Située aux portes de la Camargue et à l'extrémité du plateau des Costières, à mi-chemin entre Beaucaire et Saint-Gilles, à 17 km de Nîmes et 15 km d'Arles, Bellegarde invite les randonneurs à découvrir son territoire et ses monuments sur un parcours de petite randonnée : la tour de Bellegarde (XIIe siècle), Broussan et sa chapelle classée monument historique (XIe siècle), ses nombreuses fontaines, ses plans d'eau et lacs, dont le plan d'eau des moulins où se déroulent de nombreuses manifestations.

### Communes limitrophes
Les communes limitrophes sont  Beaucaire, Bouillargues, Fourques, Garons, Manduel et Saint-Gilles.
| Bouillargues | Manduel    |           |
| Garons       | Bellegarde | Beaucaire |
| Saint-Gilles |            | Fourques  |

### Hydrographie
- Canal du Rhône à Sète
- Canal du Bas-Rhône Languedoc ( ou canal Philippe-Lamour)

### Climat
Pour des articles plus généraux, voir Climat de l'Occitanie et Climat du Gard.
En 2010, le climat de la commune est de type climat méditerranéen franc, selon une étude s'appuyant sur une série de données couvrant la période 1971-2000. En 2020, Météo-France publie une typologie des climats de la France métropolitaine dans laquelle la commune est exposée à un climat méditerranéen et est dans la région climatique Provence, Languedoc-Roussillon, caractérisée par une pluviométrie faible en été, un très bon ensoleillement (2 600 h/an), un été chaud (21,5 °C), un air très sec en été, sec en toutes saisons, des vents forts (fréquence de 40 à 50 % de vents > 5 m/s) et peu de brouillards.
Pour la période 1971-2000, la température annuelle moyenne est de 14,3 °C, avec  une amplitude thermique annuelle de 17,6 °C. Le cumul annuel moyen de précipitations est de 669 mm, avec 5,9 jours de précipitations en janvier et 2,6 jours en juillet. Pour la période 1991-2020, la température moyenne annuelle observée sur la station météorologique la plus proche, située sur la commune de Saint-Gilles à 11 km à vol d'oiseau, est de 15,3 °C et le cumul annuel moyen de précipitations est de 684,6 mm,. Pour l'avenir, les paramètres climatiques de la commune estimés pour 2050 selon différents scénarios d’émission de gaz à effet de serre sont consultables sur un site dédié publié par Météo-France en novembre 2022.

### Milieux naturels et biodiversité

#### Espaces protégés
La protection réglementaire est le mode d’intervention le plus fort pour préserver des espaces naturels remarquables et leur biodiversité associée,.
Un  espace protégé est présent sur la commune : 
les « Costières de Nimes », un terrain acquis (ou assimilé) par un conservatoire d'espaces naturels, d'une superficie de 2 027 ha.

#### Réseau Natura 2000

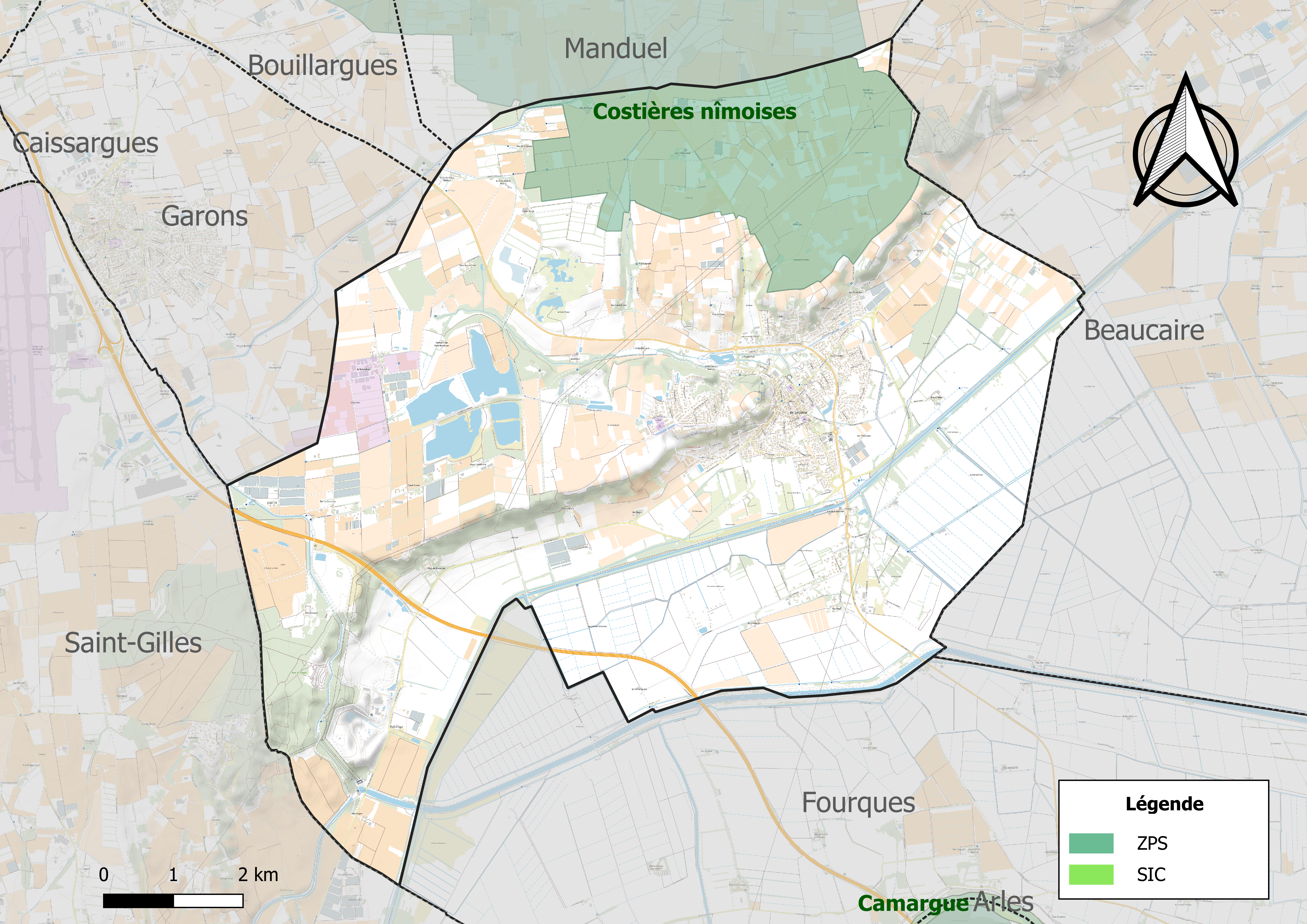
Sites Natura 2000 sur le territoire communal.

Le réseau Natura 2000 est un réseau écologique européen de sites naturels d'intérêt écologique élaboré à partir des directives habitats et oiseaux, constitué de zones spéciales de conservation (ZSC) et de zones de protection spéciale (ZPS). Un site Natura 2000 a été défini sur la commune au titre de la directive oiseaux: les «costières nîmoises», d'une superficie de 13 479 ha, qui accueillait, en 2004, 300 mâles chanteurs, soit 60% des mâles reproducteurs de la région et près du quart des mâles reproducteurs en France.

#### Zones naturelles d'intérêt écologique, faunistique et floristique
L’inventaire des zones naturelles d'intérêt écologique, faunistique et floristique (ZNIEFF) a pour objectif de réaliser une couverture des zones les plus intéressantes sur le plan écologique, essentiellement dans la perspective d’améliorer la connaissance du patrimoine naturel national et de fournir aux différents décideurs un outil d’aide à la prise en compte de l’environnement dans l’aménagement du territoire.
Quatre ZNIEFF de type 1 sont recensées sur la commune :
- « la Grande Palus et le Pattion » (603 ha), couvrant 2 communes du département[14] ;
- « le Rieu et la Coste Rouge » (91 ha)[15] ;
- le « marais de Broussan et Grandes Palunettes » (218 ha), couvrant 2 communes du département[16] ;
- la « plaine de Manduel et Meynes » (9 783 ha), couvrant 15 communes du département[17] ;

et une ZNIEFF de type 2, : 
le « Camargue gardoise » (42 422 ha), couvrant 12 communes dont 11 dans le Gard et 1 dans l'Hérault.

Carte des ZNIEFF de type 1 et 2 à Bellegarde.
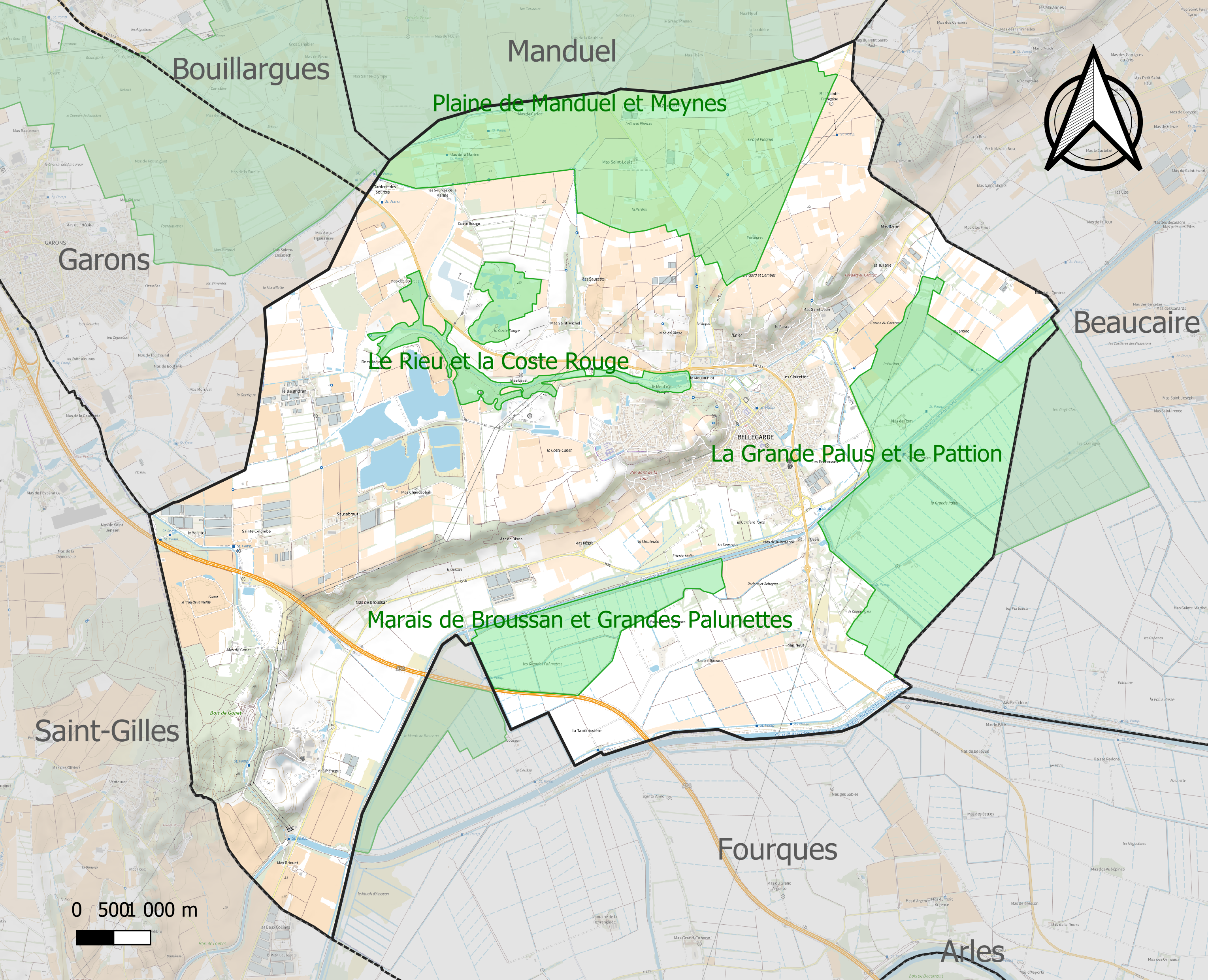
Carte des ZNIEFF de type 1 sur la commune.
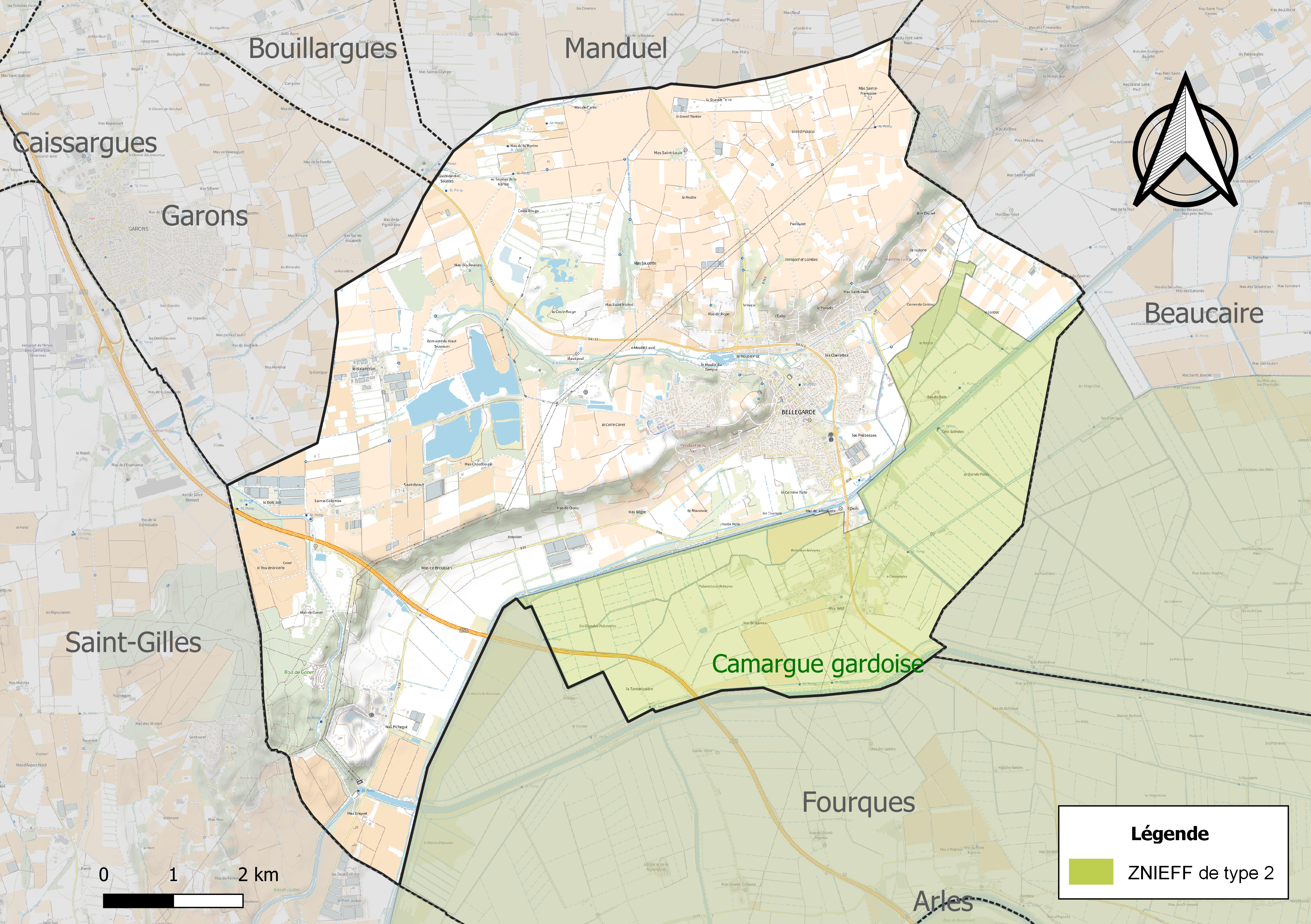
Carte de la ZNIEFF de type 2 sur la commune.

## Urbanisme

### Typologie
Au 1er janvier 2024, Bellegarde est catégorisée petite ville, selon la nouvelle grille communale de densité à sept niveaux définie par l'Insee en 2022.
Elle appartient à l'unité urbaine de Bellegarde, une unité urbaine monocommunale constituant une ville isolée,. Par ailleurs la commune fait partie de l'aire d'attraction de Nîmes, dont elle est une commune de la couronne,. Cette aire, qui regroupe 92 communes, est catégorisée dans les aires de 200 000 à moins de 700 000 habitants,.

### Occupation des sols

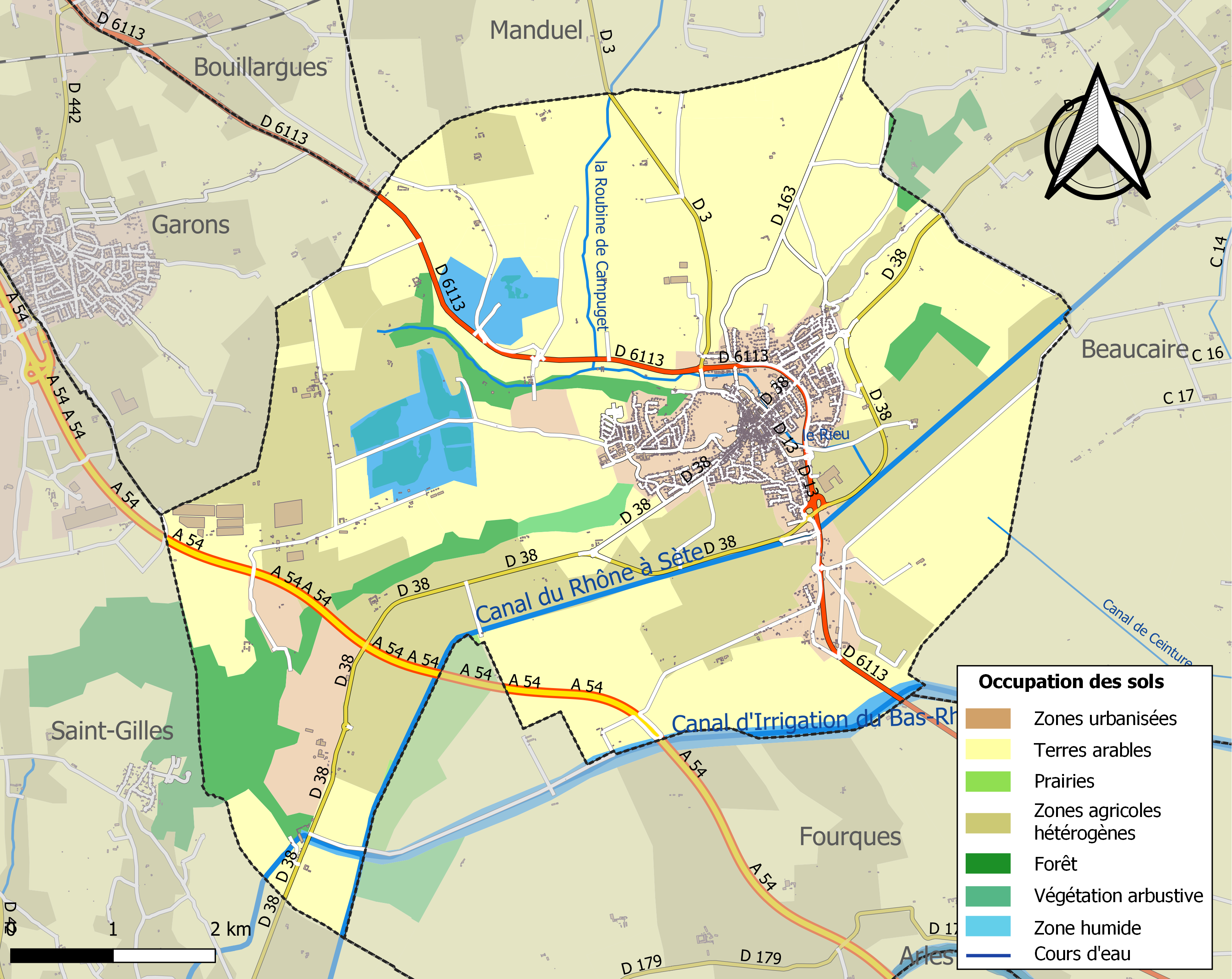
Carte des infrastructures et de l'occupation des sols de la commune en 2018 (CLC).

L'occupation des sols de la commune, telle qu'elle ressort de la base de données européenne d’occupation biophysique des sols Corine Land Cover (CLC), est marquée par l'importance des territoires agricoles (77,2 % en 2018), en diminution par rapport à 1990 (85,5 %). La répartition détaillée en 2018 est la suivante : 
cultures permanentes (38,2 %), zones agricoles hétérogènes (25 %), terres arables (13,8 %), zones urbanisées (7,7 %), forêts (5,8 %), eaux continentales (4,7 %), mines, décharges et chantiers (3,3 %), zones industrielles ou commerciales et réseaux de communication (0,7 %), milieux à végétation arbustive et/ou herbacée (0,6 %), prairies (0,1 %). L'évolution de l’occupation des sols de la commune et de ses infrastructures peut être observée sur les différentes représentations cartographiques du territoire : la carte de Cassini (XVIIIe siècle), la carte d'état-major (1820-1866) et les cartes ou photos aériennes de l'IGN pour la période actuelle (1950 à aujourd'hui).

### Risques majeurs
Le territoire de la commune de Bellegarde est vulnérable à différents aléas naturels : météorologiques (tempête, orage, neige, grand froid, canicule ou sécheresse), inondations, feux de forêts, mouvements de terrains et séisme (sismicité faible). Il est également exposé à deux risques technologiques, le transport de matières dangereuses et la rupture d'un barrage, et à un risque particulier : le risque de radon. Un site publié par le BRGM permet d'évaluer simplement et rapidement les risques d'un bien localisé soit par son adresse soit par le numéro de sa parcelle.

#### Risques naturels
La commune fait partie du territoire à risques importants d'inondation (TRI) de Delta du Rhône, regroupant 8 communes du delta du Rhône et s'étendant sur les départements des Bouches-du-Rhône et du Gard, un des 31 TRI qui ont été arrêtés fin 2012 sur le bassin Rhône-Méditerranée, retenu au regard des risques de submersions marines et de débordements du Rhône. Parmi les événements significatifs qui ont touché le territoire, peuvent être citées les crues récentes du Rhône d'octobre 1993, de janvier 1994 et de décembre 2003, les crues passées de novembre 1840 et de  mai 1856, les tempêtes sur le littoral de novembre 1982, décembre 199, et plus anciennes, d'octobre 1886 (Durance) et de septembre 1890 (Ardèche). Des cartes des surfaces inondables ont été établies pour trois scénarios : fréquent (crue de temps de retour de 10 ans à 30 ans), moyen (temps de retour de 100 ans à 300 ans) et extrême (temps de retour de l'ordre de 1 000 ans, qui met en défaut tout système de protection),. La commune a été reconnue en état de catastrophe naturelle au titre des dommages causés par les inondations et coulées de boue survenues en 1982, 1987, 1994, 1995, 1999, 2002 et 2003,.

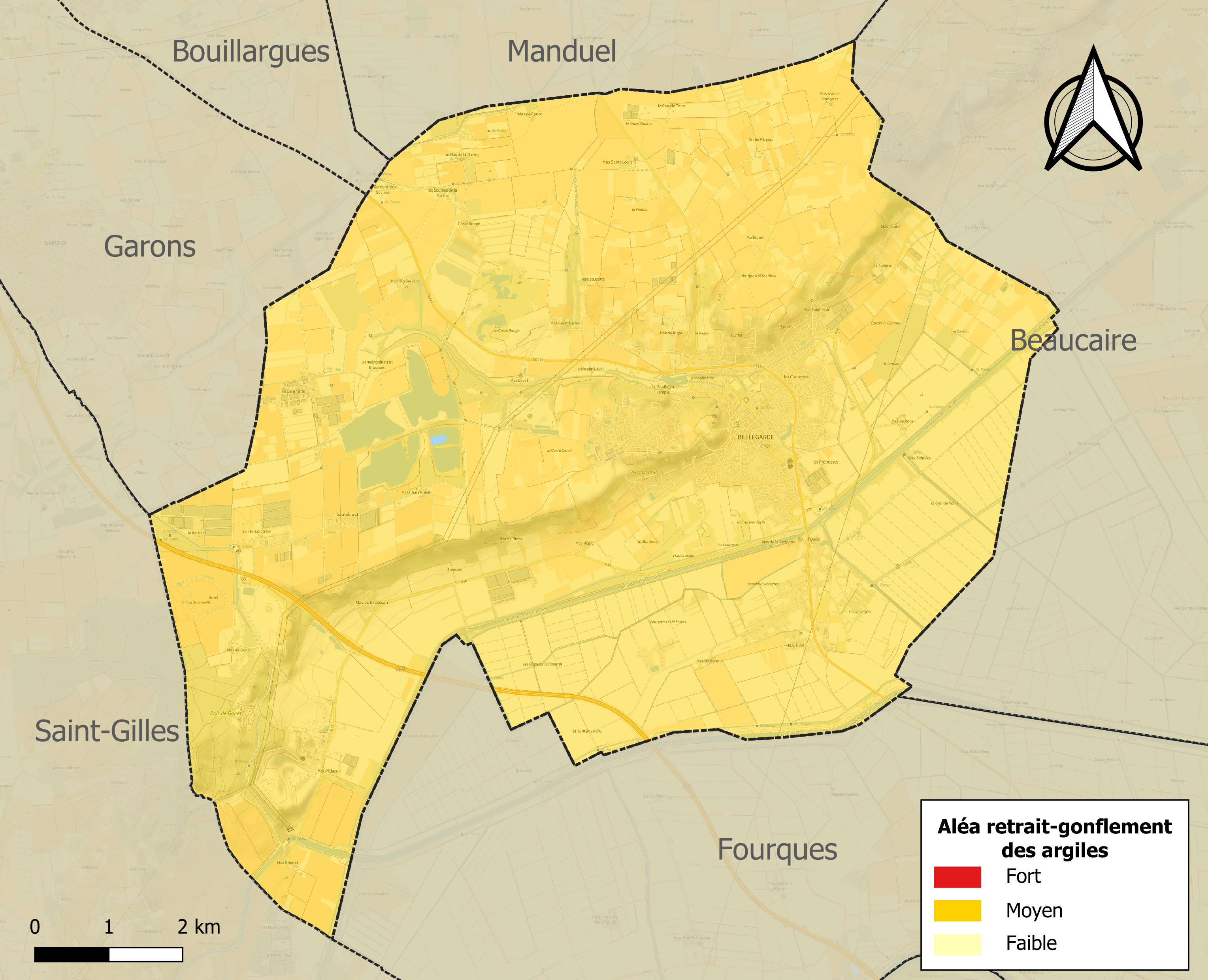
Carte des zones d'aléa retrait-gonflement des sols argileux de Bellegarde.

La commune est vulnérable au risque de mouvements de terrains constitué principalement du retrait-gonflement des sols argileux. Cet aléa est susceptible d'engendrer des dommages importants aux bâtiments en cas d’alternance de périodes de sécheresse et de pluie. La totalité de la commune est en aléa moyen ou fort (67,5 % au niveau départemental et 48,5 % au niveau national). Sur les 2 550 bâtiments dénombrés sur la commune en 2019, 2550 sont en aléa moyen ou fort, soit 100 %, à comparer aux 90 % au niveau départemental et 54 % au niveau national. Une cartographie de l'exposition du territoire national au retrait gonflement des sols argileux est disponible sur le site du BRGM,.
Par ailleurs, afin de mieux appréhender le risque d’affaissement de terrain, l'inventaire national des cavités souterraines permet de localiser celles situées sur la commune.

#### Risques technologiques
Le risque de transport de matières dangereuses sur la commune est lié à sa traversée par des infrastructures routières ou ferroviaires importantes ou la présence d'une canalisation de transport d'hydrocarbures. Un accident se produisant sur de telles infrastructures est en effet susceptible d’avoir des effets graves au bâti ou aux personnes jusqu’à 350 m, selon la nature du matériau transporté. Des dispositions d’urbanisme peuvent être préconisées en conséquence.
La commune est en outre située en aval des barrages de Sainte-Croix et de Serre-Ponçon, deux ouvrages de classe A. À ce titre elle est susceptible d’être touchée par l’onde de submersion consécutive à la rupture d'un de ces ouvrages.

#### Risque particulier
Dans plusieurs parties du territoire national, le radon, accumulé dans certains logements ou autres locaux, peut constituer une source significative d’exposition de la population aux rayonnements ionisants. Certaines communes du département sont concernées par le risque radon à un niveau plus ou moins élevé. Selon la classification de 2018, la commune de Bellegarde est classée en zone 2, à savoir zone à potentiel radon faible mais sur lesquelles des facteurs géologiques particuliers peuvent faciliter le transfert du radon vers les bâtiments.

## Toponymie
Le mot germanique wart garde, tour de garde' a été latinisé en warda (d'où l'occitan garda) ou en wardia (d'où l'occitan gardia, accentué sur la première syllabe). Ces termes ont nommé de nombreux lieux-dits plus tardivement par l'intermédiaire de l'occitan garda, gardia lieu élevé où l'on peut observer. Avec un adjectif épithète, garda a servi à nommer, à l'époque féodale, Bellegarde (Bella Garda, en 1208).[réf. souhaitée]
Ses habitants s'appellent les Bellegardais et Bellegardaises.

## Histoire

### Préhistoire
Les récentes recherches de l'INRAP effectuées courant 2016-2017 montrent une occupation attestée dès le paléolithique supérieur. Le site a livré des gravures datant du Magdalénien, c'est-à-dire 20 000 ans avant notre ère, représentant notamment des profils de chevaux gravés sur des petites plaquettes de calcaire.

### Antiquité
L'aqueduc romain qui date de la seconde moitié du Ier siècle témoigne de l'activité humaine durant la période gallo-romaine. L'hypothèse de plus en plus confirmée, est que cet aqueduc alimentait en eau le quartier de Trinquetaille associé à la ville d'Arles,.

### Moyen Âge
Deux communautés et leurs lieux de culte semblent se développer dans la première partie du Moyen Âge : les sites de Broussan et de Saint Jean.
Il semble que c'est à partir de l'an mille, avec l'installation d'un château (castrum Bellae Gardae) que va se former le village actuel, notamment en attirant à lui les populations des 2 communautés initiales.

### Époque contemporaine
En 1940, après enquête de la préfecture du régime de Vichy, le préfet décide de suspendre le maire de Bellegarde, trop à gauche.
Philippe Lamour s'installe sur la commune pendant l'Occupation, ayant acquis le mas Saint-Louis à la Perdrix.
En 1949 la commune connait sa première Appellation: l'A.O.C (aujourd'hui A.O.P) « Clairette de Bellegarde ».
En 1960, le général de Gaulle inaugure la station Aristide Dumont, pièce maitresse construite sur la commune du grand réseau d’irrigation Bas Rhône (BRL).
En 2011, à Bellegarde, survient l'affaire Océane.
Juan Martinez, maire de l'époque, fait alors partie du PC de crise, situé dans son bureau. Une affaire pour laquelle l'édile local  se sentira « effondré ».
Fin des années 2010, la commune dispose de deux sources d'énergie verte : la première est une serre photovoltaïque qui sera inaugurée au moins de juin 2019 par François de Rugy, alors ministre de la transition écologique, malgré l'opposition affichée du maire de l'époque. La seconde est l'unité de production de biogaz du centre d'enfouissement des déchets dangereux : il s'agit d'un « des plus importants sites de stockage de déchets industriels de France ».

## Politique et administration

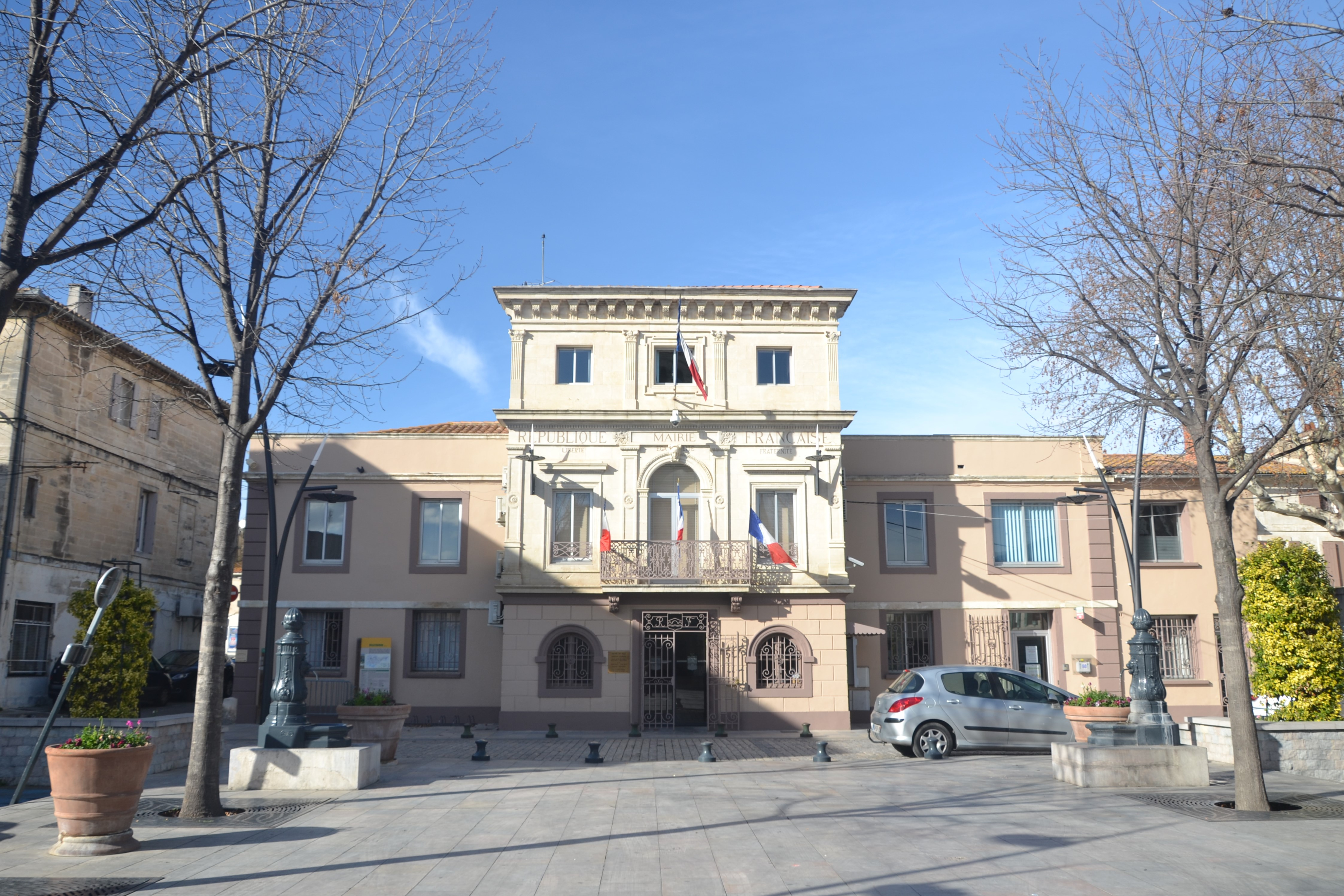
Mairie de Bellegarde

### Liste des maires
| Période                                  | Période   | Identité          | Étiquette   | Qualité |
| ---------------------------------------- | --------- | ----------------- | ----------- | --- |
| Les données manquantes sont à compléter. |           |                   |             | |
| 1800                                     | 1812      | Pierre Dupuy      |             | |
| 1812                                     | 1815      | Jean Frustie      |             | |
| 1815                                     | 1816      | François Gallian  |             | |
| 1816                                     | 1820      | Jean Frustie      |             | |
| 1820                                     | 1830      | François Brisse   |             | |
| 1830                                     | 1860      | François Lablache |             | |
| 1860                                     | 1868      | David Bezard      |             | |
| 1868                                     | 1868      | Guillaume Carle   |             | |
| 1868                                     | 1870      | Étienne Astier    |             | |
| 1870                                     | 1871      | Pierre Dupuy      |             | |
| 1871                                     | 1878      | Étienne Astier    |             | |
| 1878                                     | 1880      | Pierre Dupuy      | Républicain | Propriétaire Conseiller d'arrondissement (1871 → 1880) |
| 1880                                     | 1888      | Joseph Cavalier   |             | |
| 1888                                     | 1896      | Hilarion Michel   |             | Propriétaire-agriculteur Conseiller d'arrondissement (1889 → 1898) |
| 1896                                     | 1904      | Guillaume Perrier |             | |
| 1904                                     | 1913      | Baptiste Dubois   | Rad.soc.    | Conseiller d'arrondissement (1904 → 1910) |
| 1913                                     | 1919      | Guillaume Gallet  |             | |
| 1919                                     | 1920      | Laurent Laugier   |             | |
| 1920                                     | 1925      | Achille Auzillon  |             | Conseiller d'arrondissement (1919 → 1922) |
| 1925                                     | 1935      | Édouard Allovon   | Rad.        | |
| 1935                                     | 1941      | Jean Benet        |             | |
| 1941                                     | 1944      | André Serment     |             | |
| 1944                                     | 1945      | Frantz Fourets    |             | |
| 1945                                     | 1947      | Édouard Allovon   |             | |
| 1947                                     | 1955      | Marcel Boucayrand |             | |
| 1955                                     | 1956      | Baptistin Roux    |             | |
| 1956                                     | mars 1959 | Marcel Boucayrand |             | |
| mars 1959                                | mars 1971 | Édouard Allovon   |             | Vétérinaire |
| mars 1971                                | 1984      | Alain Debay       |             | Banquier |
| 1984                                     | juin 1995 | Henri Serment     |             | Élu à la suite d'une élection municipale partielle |
| juin 1995                                | mars 2008 | Élie Bataille     | DL puis UMP | Enseignant à l'ENSA Conseiller général de Beaucaire (2001 → 2008) Président de la CC Beaucaire-Terre d'Argence (2001 → 2008)                                                                                                 |
| mars 2008                                | En cours  | Juan Martinez     | PS          | Infirmier Conseiller général de Beaucaire (2008 → 2015) Vice-président du conseil général du Gard (2011 → 2015) Président de la CC Beaucaire-Terre d'Argence (2014 → ) Suppléant de la députée Françoise Dumas (2012 → 2017) |

### Intercommunalité
Bellegarde fait partie de la Communauté de Communes Beaucaire Terre d'Argence.
Bellegarde fait également partie des 41 communes du Pays Garrigues et Costières de Nîmes.

### Jumelages
Bellegarde est jumelée avec :

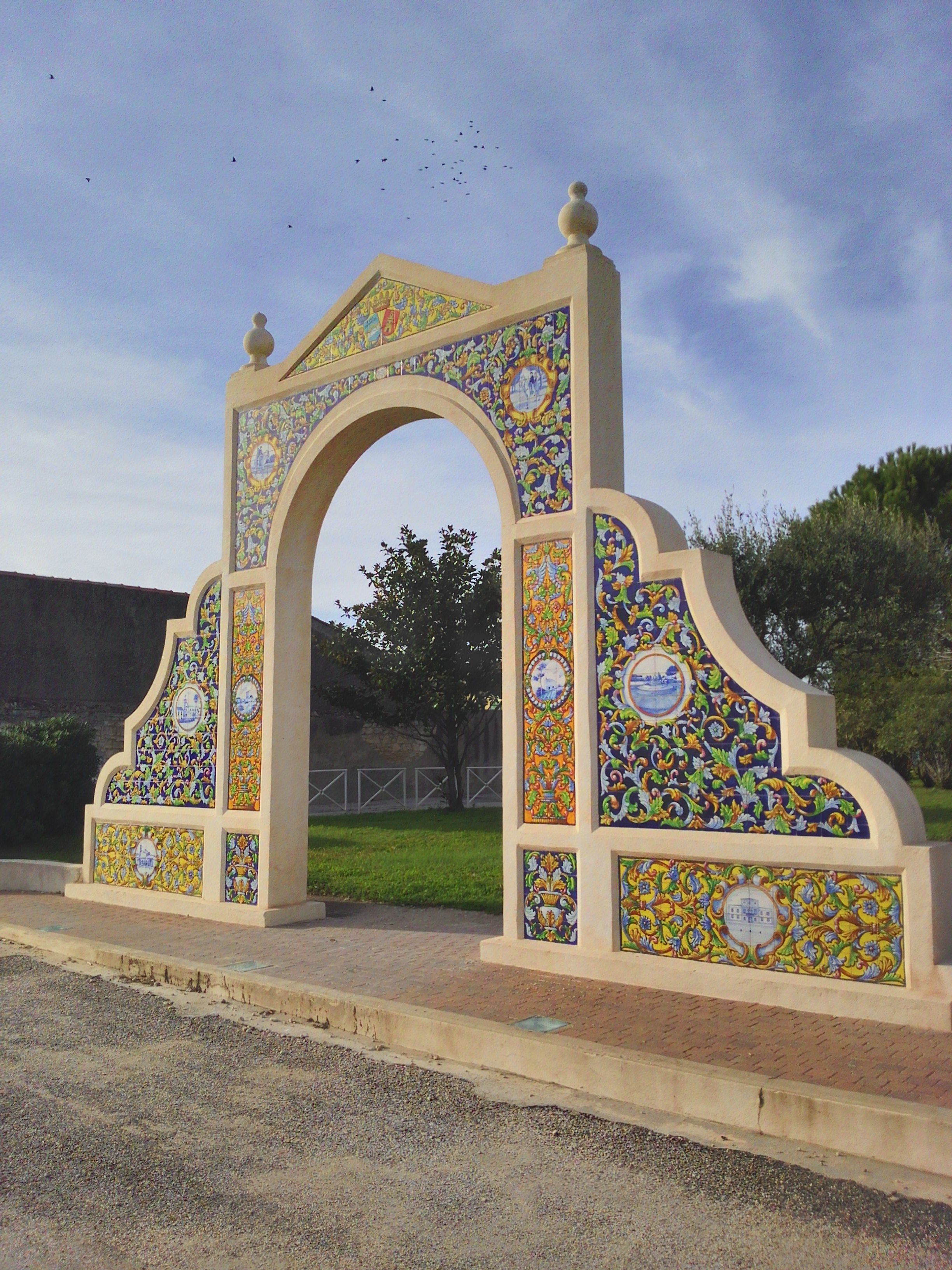
Porte de Villamartin (inaugurée en octobre 2000)

- Villamartín (Espagne), ce jumelage a été célébré par  la construction d'un monument en azuleos : la porte de Villamartin[44].
- Gersfeld (Rhön) (Allemagne).

## Population et société

### Démographie
L'évolution du nombre d'habitants est connue à travers les recensements de la population effectués dans la commune depuis 1793. Pour les communes de moins de 10 000 habitants, une enquête de recensement portant sur toute la population est réalisée tous les cinq ans, les populations de référence des années intermédiaires étant quant à elles estimées par interpolation ou extrapolation. Pour la commune, le premier recensement exhaustif entrant dans le cadre du nouveau dispositif a été réalisé en 2006.

En 2022, la commune comptait 7 929 habitants, en évolution de +13,48 % par rapport à 2016 (Gard : +2,97 %, France hors Mayotte : +2,11 %).
| 1793 | 1800  | 1806  | 1821  | 1831  | 1836  | 1841  | 1846  | 1851  |
| ---- | ----- | ----- | ----- | ----- | ----- | ----- | ----- | ----- |
| 880  | 1 207 | 1 053 | 1 409 | 1 541 | 1 640 | 1 796 | 1 969 | 2 167 |

| 1856  | 1861  | 1866  | 1872  | 1876  | 1881  | 1886  | 1891  | 1896  |
| ----- | ----- | ----- | ----- | ----- | ----- | ----- | ----- | ----- |
| 2 553 | 2 855 | 2 820 | 2 753 | 2 689 | 2 372 | 2 517 | 2 765 | 2 594 |

| 1901  | 1906  | 1911  | 1921  | 1926  | 1931  | 1936  | 1946  | 1954  |
| ----- | ----- | ----- | ----- | ----- | ----- | ----- | ----- | ----- |
| 2 729 | 2 668 | 2 581 | 2 536 | 2 251 | 2 433 | 2 452 | 2 317 | 2 236 |

| 1962  | 1968  | 1975  | 1982  | 1990  | 1999  | 2006  | 2011  | 2016  |
| ----- | ----- | ----- | ----- | ----- | ----- | ----- | ----- | ----- |
| 2 484 | 3 052 | 3 163 | 3 924 | 4 508 | 4 913 | 6 109 | 6 336 | 6 987 |

| 2021  | 2022  | - | - | - | - | - | - | - |
| ----- | ----- | - | - | - | - | - | - | - |
| 7 740 | 7 929 | - | - | - | - | - | - | - |

### Enseignement
la ville possède:
- Deux écoles primaires : école Jeanne d'Arc (enseignement privé) - école Henri Serment (enseignement public)
- Une école maternelle : école Philippe Lamour (enseignement public)
- Une école élémentaire : école Batisto Bonnet (enseignement public)
- Un collège : collège Fédérico Garcia Lorca (enseignement public)
- une cuisine centrale communale assure la préparation et livraison chaude des repas.
La commune dispose également d'un service de crèche, de deux centres de loisirs (maternelle / élémentaire) et d'une maison des jeunes.

### Manifestations culturelles et festivités
- Février : accueil de la 1re étape de la course cycliste l'Étoile de Bessèges
- Avril: journées médiévales "Bivouac de l'histoire", festival "Run in Camargue"
- Mai : fête de l'Europe, championnat d'auto-cross / sprint cars et moto-cross, fête votive de printemps.
- Juin : festival de l'humour "Bellegarde du Rire"
- Septembre : Forum associatif, journées européenne du patrimoine
- Octobre : grande Fête votive traditionnelle (animations taurines)
- Décembre : Fête de l'olive et de l'huile (moulin à huile du XIXe siècle), Marché de Noël

### Cultes

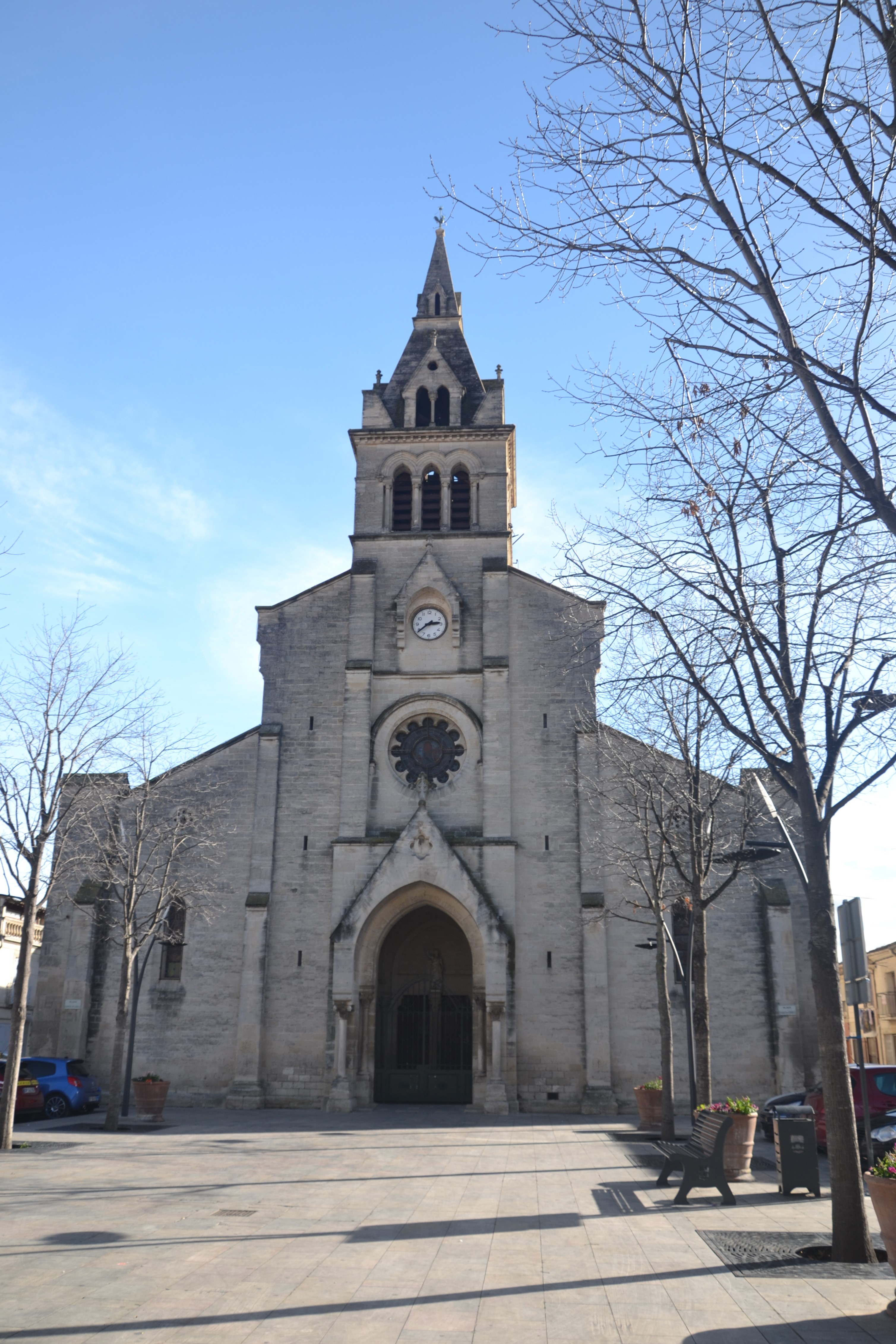
église de Bellegarde

## Économie

### Revenus
En 2018  (données Insee publiées en septembre 2021), la commune compte 2 827 ménages fiscaux, regroupant 7 140 personnes. La médiane du revenu disponible par unité de consommation est de 20 420 € (20 020 € dans le département). 45 % des ménages fiscaux sont imposés (43,9 % dans le département).

### Emploi
|                | 2008   | 2013  | 2018   |
| -------------- | ------ | ----- | ------ |
| Commune        | 9,1 %  | 9,9 % | 11,2 % |
| Département    | 10,6 % | 12 %  | 12 %   |
| France entière | 8,3 %  | 10 %  | 10 %   |

En 2018, la population âgée de 15 à 64 ans s'élève à 4 555 personnes, parmi lesquelles on compte 75,2 % d'actifs (64,1 % ayant un emploi et 11,2 % de chômeurs) et 24,8 % d'inactifs,. Depuis 2008, le taux de chômage communal (au sens du recensement) des 15-64 ans est inférieur à celui du département, mais supérieur à celui de la France.
La commune fait partie de la couronne de l'aire d'attraction de Nîmes, du fait qu'au moins 15 % des actifs travaillent dans le pôle,. Elle compte 1 479 emplois en 2018, contre 1 297 en 2013 et 1 254 en 2008. Le nombre d'actifs ayant un emploi résidant dans la commune est de 2 960, soit un indicateur de concentration d'emploi de 50 % et un taux d'activité parmi les 15 ans ou plus de 59,8 %.
Sur ces 2 960 actifs de 15 ans ou plus ayant un emploi, 924 travaillent dans la commune, soit 31 % des habitants. Pour se rendre au travail, 85,8 % des habitants utilisent un véhicule personnel ou de fonction à quatre roues, 1,7 % les transports en commun, 7,5 % s'y rendent en deux-roues, à vélo ou à pied et 4,9 % n'ont pas besoin de transport (travail au domicile).

### Activités hors agriculture

#### Secteurs d'activités
538 établissements sont implantés  à Bellegarde au 31 décembre 2019. Le tableau ci-dessous en détaille le nombre par secteur d'activité et compare les ratios avec ceux du département,.
| Secteur d'activité                                                                                        | Commune | Commune | Département |
| Secteur d'activité                                                                                        | Nombre  | %       | %           |
| --- | ------- | ------- | ----------- |
| Ensemble                                                                                                  | 538     | 100 %   | (100 %)     |
| Industrie manufacturière, industries extractives et autres                                                | 52      | 9,7 %   | (7,9 %)     |
| Construction                                                                                              | 84      | 15,6 %  | (15,5 %)    |
| Commerce de gros et de détail, transports, hébergement et restauration                                    | 172     | 32 %    | (30 %)      |
| Information et communication                                                                              | 9       | 1,7 %   | (2,2 %)     |
| Activités financières et d'assurance                                                                      | 11      | 2 %     | (3 %)       |
| Activités immobilières                                                                                    | 21      | 3,9 %   | (4,1 %)     |
| Activités spécialisées, scientifiques et techniques et activités de services administratifs et de soutien | 81      | 15,1 %  | (14,9 %)    |
| Administration publique, enseignement, santé humaine et action sociale                                    | 57      | 10,6 %  | (13,5 %)    |
| Autres activités de services                                                                              | 51      | 9,5 %   | (8,8 %)     |

Le secteur du commerce de gros et de détail, des transports, de l'hébergement et de la restauration est prépondérant sur la commune puisqu'il représente 32 % du nombre total d'établissements de la commune (172 sur les 538 entreprises implantées  à Bellegarde), contre 30 % au niveau départemental.

#### Entreprises et commerces
Les cinq entreprises ayant leur siège social sur le territoire communal qui génèrent le plus de chiffre d'affaires en 2020 sont : 
- Reuse, commerce de détail de fruits et légumes en magasin spécialisé (9 204 k€) ;
- Jomoldis, supermarchés (3 554 k€) ;
- Agro Alimentaire Services, commerce de gros (commerce interentreprises) alimentaire spécialisé divers (2 674 k€) ;
- Altearah, commerce de gros (commerce interentreprises) de parfumerie et de produits de beauté (1 239 k€) ;
- JC Bâtiment, travaux de maçonnerie générale et gros œuvre de bâtiment (839 k€).

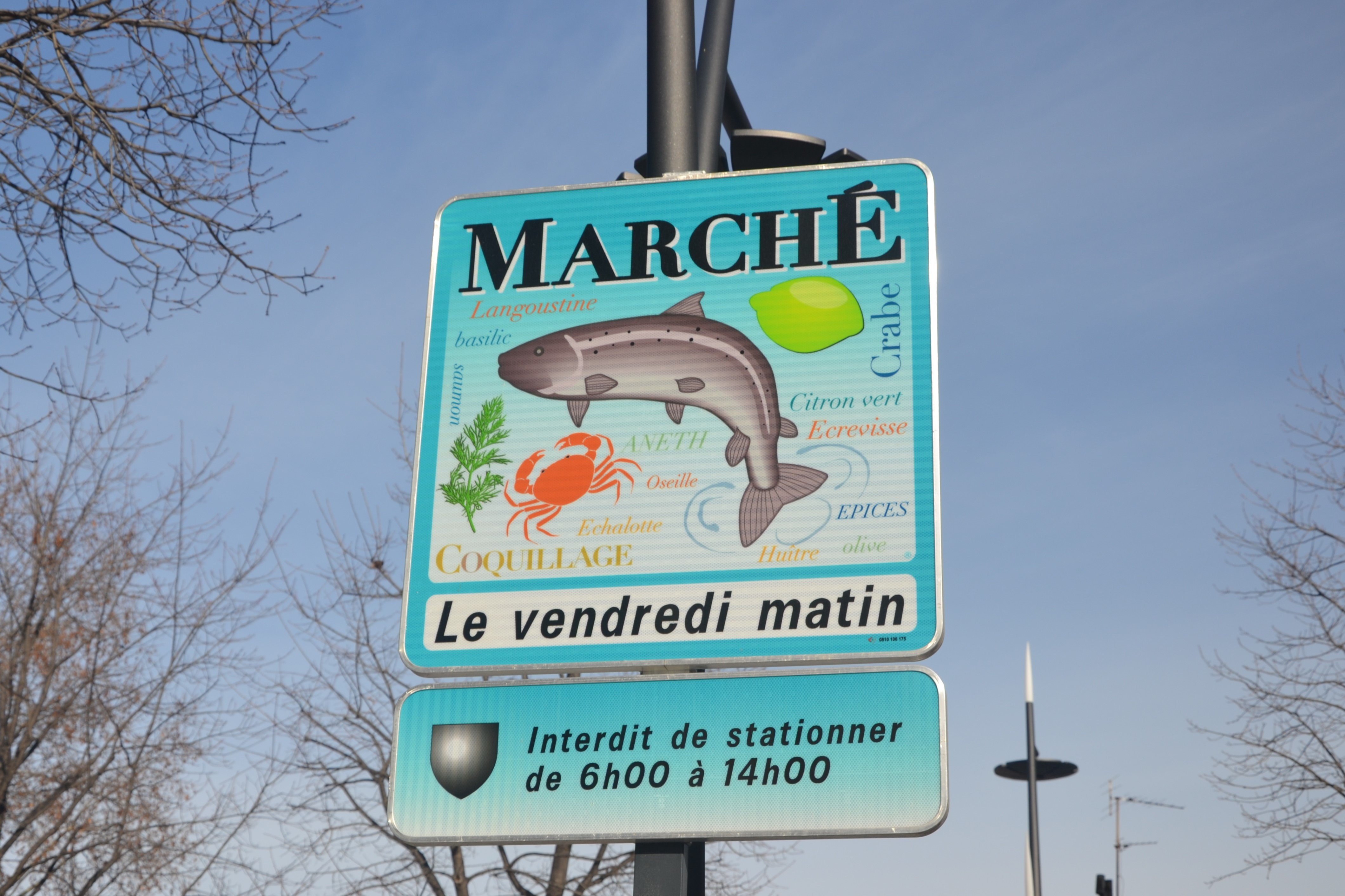
Panneau de marché à église de Bellegarde.

### Agriculture
La commune est dans la « Plaine Viticole », une petite région agricole occupant le  sud-est du département du Gard. En 2020, l'orientation technico-économique de l'agriculture  sur la commune est la polyculture et/ou le polyélevage.
|               | 1988  | 2000  | 2010  | 2020  |
| ------------- | ----- | ----- | ----- | ----- |
| Exploitations | 200   | 115   | 99    | 87    |
| SAU (ha)      | 3 747 | 2 692 | 2 800 | 2 491 |

Le nombre d'exploitations agricoles en activité et ayant leur siège dans la commune est passé de 200 lors du recensement agricole de 1988  à 115 en 2000 puis à 99 en 2010 et enfin à 87 en 2020, soit une baisse de 56 % en 32 ans. Le même mouvement est observé à l'échelle du département qui a perdu pendant cette période 61 % de ses exploitations,. La surface agricole utilisée sur la commune a également diminué, passant de 3 747 ha en 1988 à 2 491 ha en 2020. Parallèlement la surface agricole utilisée moyenne par exploitation a augmenté, passant de 19 à 29 ha.

#### Spécialisations et produits du terroir
Le territoire de la commune est entièrement situé dans la zone de l'AOC Costières de Nîmes. La cité a donné son nom à un vin bénéficiant d'une appellation d'origine contrôlée, la clairette de Bellegarde.

## Culture locale et patrimoine

### Édifices civils

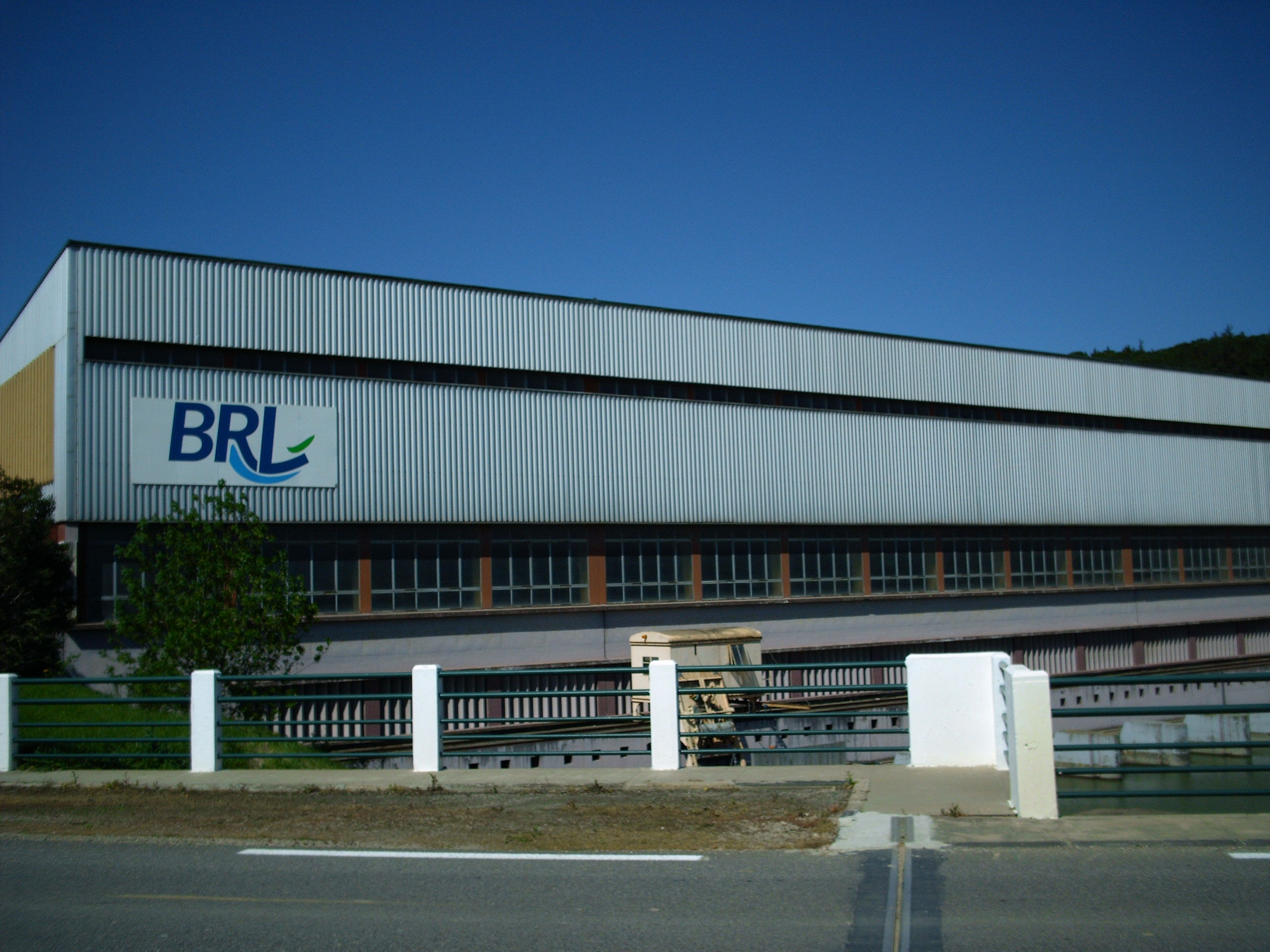
La station de pompage Aristide Dumont.

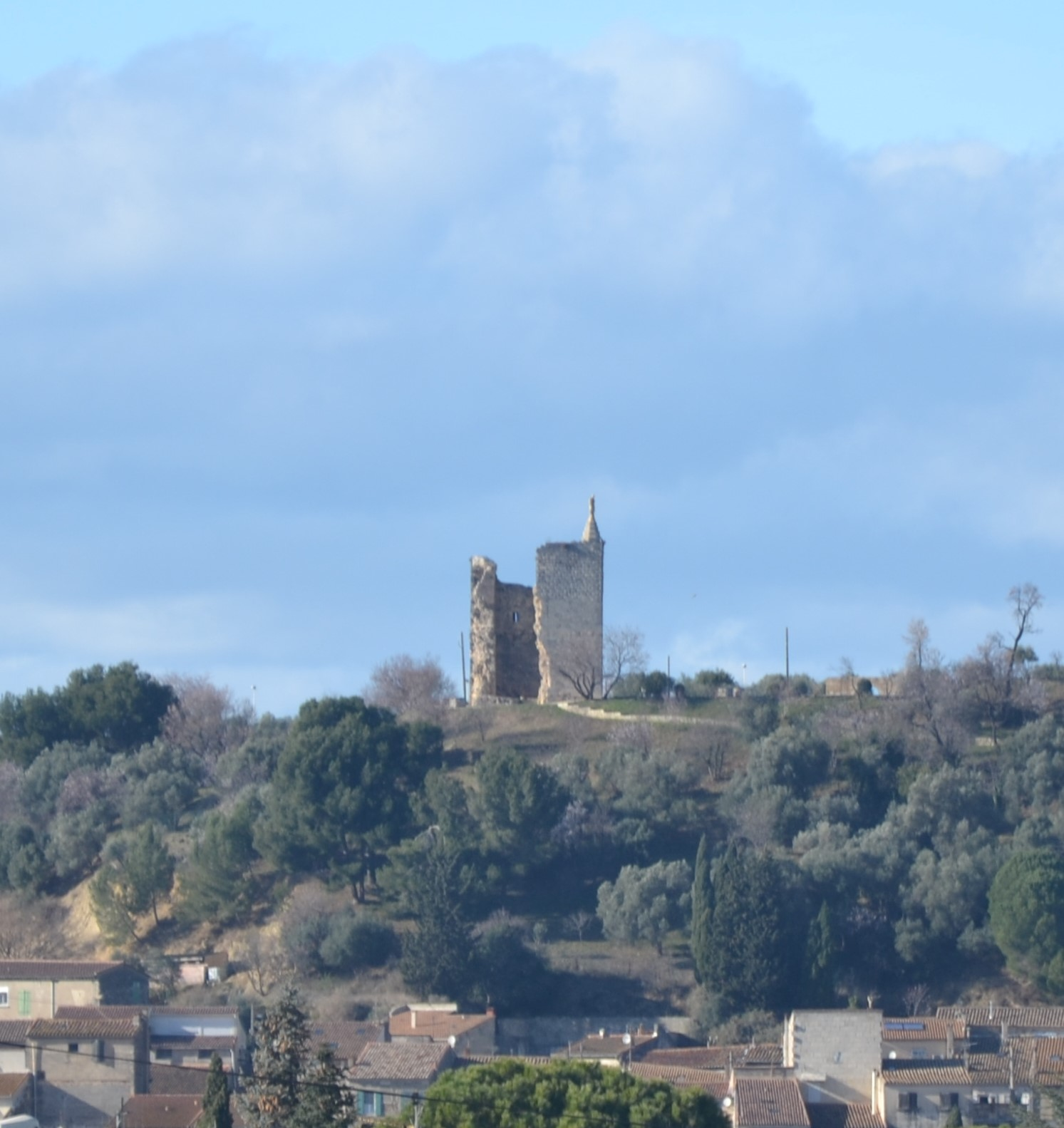
Tour à Bellegarde

- Aqueduc romain de la seconde moitié du Ier siècle : Captage, sections visibles en divers lieux, dont la plus remarquable, avec ses 22 m de long, se trouve au site du Musée de l'eau, bassin...
- Site archéologique de Piechegu à Bellegarde sur une superficie de 25 ha illustrant la présence humaine depuis 22 000 ans depuis le Paléolithique supérieur
- Site de la Tour (XIIe siècle) et panorama sur la plaine de Petite Camargue.
- Moulin à huile du XIXe siècle. Fonctionnant courant novembre - décembre pour le public.
- La station de pompage « Aristide Dumont », inaugurée en 1960 par le Général De Gaulle et qui sert à alimenter le canal Philippe-Lamour.
- Port de plaisance sur le Canal du Rhône à Sète, avec capitainerie.

### Édifices religieux

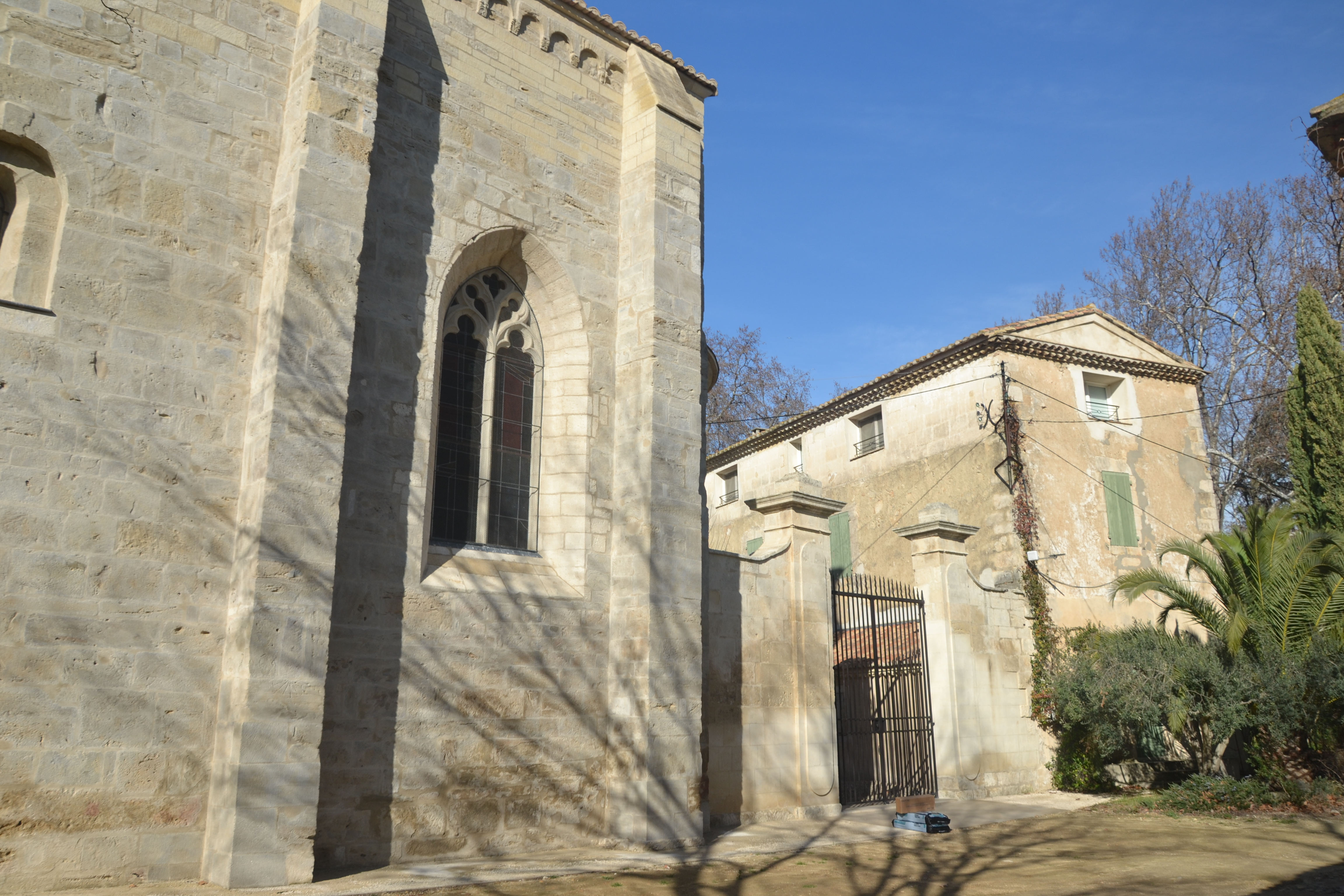
Prieuré Saint-Vincent-de-Broussan

- Le prieuré Saint-Vincent-de-Broussan des XIe et XVe siècles. L'Église a été classée au titre des monuments historiques en 1984[55]. Les Parties anciennes des bâtiments (corps de logis au Nord-Ouest et aile au Nord-Est de la cour) ont été inscrits au titre des monuments historiques en 1984[55].
- (classé depuis 11 octobre 1984)[56]. À voir : parties anciennes des bâtiments (corps de logis au nord-ouest et aile au nord-est de la cour), bâtiment conventuel, logis. Propriété d'une personne privée, le site est fermé au public.
- Église Saint-Jean-Baptiste de Bellegarde.

### Patrimoine culturel

#### Bellegarde dans la littérature
Un village Sources-la-Marine est cité dans le poème d'Aragon, Le Conscrit des cent villages, écrit comme acte de Résistance intellectuelle de manière clandestine au printemps 1943. Aucune commune ne porte ce nom en France. Le seul lieu-dit portant un nom approchant est le lieudit Les Sources de la Marine situé sur le ban de la commune de Bellegarde. Il s'y trouvait autrefois une gare sur la ligne reliant Nîmes aux Saintes-Maries-de-la-Mer. Louis Aragon a séjourné à Arles pendant la guerre et il a placé Trinquetaille parmi les cent villages. Il est vraisemblable qu'il a connu le lieu-dit Les Sources de la Marine et que le nom lui plaisant, il l'a intégré dans son poème.

#### Les taureaux
- Courses camarguaises qui sont proposées dans les arènes, où l'on voit des hommes en blanc (les raseteurs) face à des taureaux "camargue" équipés d'attributs entre et sur les cornes, cocarde, ficelles et glands qui seront primés lorsque les hommes les leurs enlèveront.
- abrivado
  - Lâcher de taureaux camarguais dans les rues du village sur un parcours les amenant aux arènes.
  - bandido : retour des taureaux des arènes au char (camion).
  - Encierros : lâcher de taureaux sur un parcours clos.

### Personnalités liées à la commune
- Batisto Bonnet, félibre provençal.
- Philippe Lamour, grand aménageur et bâtisseur de la région Languedoc, y est mort et enterré.
- Charles Gide, oncle d'André Gide, économiste et penseur, époux d'Anna Im Thurn qui possédait à Bellegarde la belle propriété des Sources.
- Jacques Novi, footballeur.

### Héraldique
| Blason de Bellegarde (Gard) | Blason  | D'azur à un pont en dos d'âne de trois arches d'or maçonné de sable, surmonté de l'inscription sur deux lignes en lettres capitales d'argent PONS AERARIUS, et posé sur un marais à la berge ondée du même semé de roseaux de sable. |
| Blason de Bellegarde (Gard) | Détails | |